# White Eagle (album)
Albums de Tangerine Dream
 Exit
(1981) Logos Live
(1982)
White Eagle est un album du groupe Tangerine Dream sorti en 1982. Une version remixée du morceau "White Eagle" est également la musique du générique de la série policière allemande Tatort: Das Mädchen auf der Treppe. La version "live", enregistrée à Sydney en 1982, est sorti en 1999 sous le titre Sohoman et reprend, à l'identique ou presque, l'album studio.

## Titres
Toutes les chansons sont écrites et composées par Edgar Froese, Christopher Franke et Johannes Schmoelling.
| 1.    | Mojave Plan          | 19:55 |
| 2.    | Midnight in Tula     | 3:52  |
| 3.    | Convention of the 24 | 9:27  |
| 4.    | White Eagle          | 4:30  |
| 37:44 |                      |       |

## Artistes
- Edgar Froese
- Christopher Franke
- Johannes Schmoelling